# フィールドアスレチック

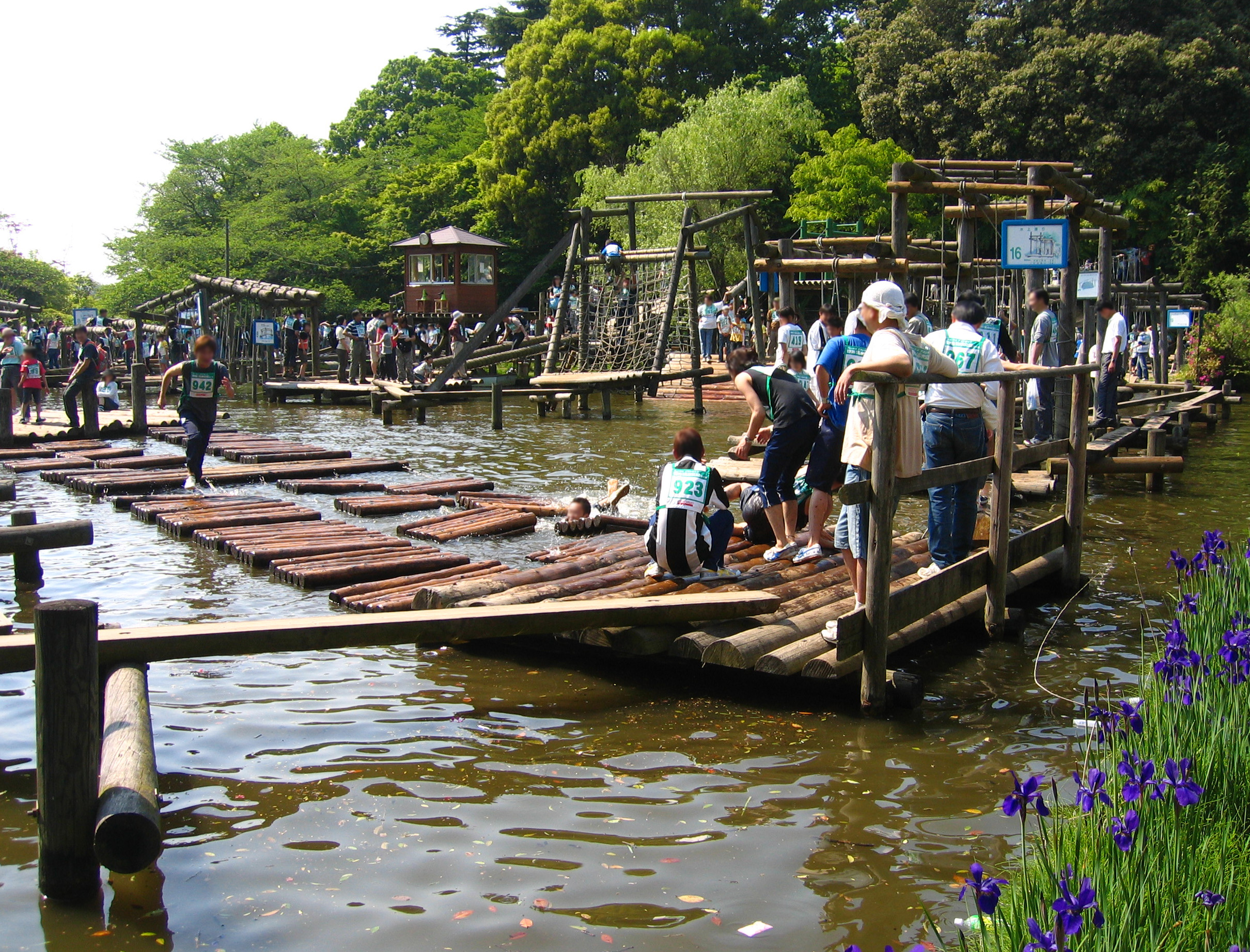
千葉県野田市・清水公園のフィールドアスレチック水上コース

フィールドアスレチックは、自然環境の中で障害物を組み込んで造られた様々なアトラクションを通過し、冒険的要素で運動能力を高める（走行、跳躍、投擲など）遊戯施設を指す。

## 概要
1970年に実業家の井坂弘毅（日本フィールドアスレチック協会理事長）によって考案された。名称は英語のfield（野外）とathletic（運動）を組み合わせた造語。実際の英語では、類似した施設をアドベンチャーパーク（英: adventure park）、オブスタクルコース（英: obstacle course）、ロープスコース（英: ropes course）などと呼んでいる。
子どもから大人までスリルを感じながら気軽に楽しめる施設である。自然公園の中に遊び場として設けている所や、民間有料施設として営業している所がある。林間部の地形を利用し各種のアトラクションを配置しており、対象年齢や難易度によっていくつかのコースに分けている施設もある。クリア得点や所要時間をスコアカードに記入するオリエンテーリング方式のコースもある。また、気候や天候に左右されず、市街地の屋内で気軽に遊ぶことのできるインドアアスレチックの遊戯施設も営業している。
家族連れで楽しめる施設が多いが、サンダル履きなどの軽装では遊戯不可の場合もある。運動に適した衣服を選び、汚れたり濡れたりするので、着替えが必要になることもある。高所など危険が伴う場合は、ヘルメット・グローブ・ハーネスなどの安全装具を付け、係員の補助を受けながら遊ぶ。子どもが楽しむ場合には、保護者の同伴が必要になる箇所もある。
テレビのバラエティ番組の題材にもなっており、「痛快なりゆき番組 風雲!たけし城 」「SASUKE」「 KUNOICHI」では、TBSの緑山スタジオ・シティに特設のセットを組んで撮影している。

## オブスタクルスポーツ
オブスタクルスポーツは、フィールドアスレチックを競技化したスポーツであり、様々な障害物を突破してそのタイムを競う競技である。イベントごとに独自の距離やレベルが設定されている。
国際競技連盟は国際障害スポーツ連盟（FISO）。

### 歴史
1997年にTBSのスポーツバラエティ番組「筋肉番付」の企画として「SASUKE」が誕生した。その後、2000年頃から海外セールスを開始し、2004年に香港や台湾等で放送が開始され、2006年にはアメリカのG4TVなどでSASUKEが放送されたことにより世界的に広まりを見せることとなる。当初は既存番組を販売する「完パケ番販」、番組コンセプトを基に現地版を制作する「フォーマット番販」に向かない内容であることや、必ずしも「勝者」を生まない点から海外では受けないとみなされていたが、放送が開始されると「人対人」ではなく「人対障害コース」の勝負であり、己を鍛錬し障害を乗り越え限界に挑む姿や、たとえ途中で自身が脱落しても他者を応援する姿に、「勝者」がいなくても後味が決して悪くないことが、海外でも理解されるようになり、やがて現地版「American Ninja Warrior」が制作されるなど、世界160ヶ国で視聴される人気コンテンツとなった。
一方、障害物レースの国際連盟を設立する構想は1997年の第3回ESPN X-Games X-Adventure Raceの後に浮上。この時はアドベンチャーレースのEco-Challengeといったテレビ番組や、関連する広告、スポンサーシップ、メディアが撤退したことで一度は頓挫するが、2014年にオリンピックバレーで前身となる国際障害物レース連盟 (IORF)が設立され、2018年にローザンヌで国際障害スポーツ連盟（FISO(Fédération Internationale de Sports d'Obstacles)、通称World OCR）として正式に国際競技連盟として承認された。2019年にはモスクワで第1回FISO忍者世界選手権が開催された。
2023年1月31日に一般社団法人日本オブスタクルスポーツ協会(JOSA)が発足。2024年4月には、徳島県吉野川市に日本初のFISO公認オブスタクルスポーツコースが建設された。

### 五輪種目化
2022年5月、ロイター通信はオブスタクルスポーツがオリンピック新種目として有力視されていることを報じた。これは2021年に開催された東京オリンピックで発生した動物虐待事件や人気低迷などで問題視された馬術に代わる近代五種競技の種目として浮上しているもので、「忍者競争」と呼ばれる立体的な障害コースを進む競技になるとしている。
国際近代五種連合（UIPM）は2022年6月27日と28日にトルコ・アンカラにて行われる近代五種ワールドカップ・ファイナルなどにおいて、障害物レースのテストを行うことを発表し、TBSテレビもヨーロッパにて収録されている現地版の番組セットを提供することを明らかにした。
その後、2022年11月に行われたUIPMのオンライン総会において、世界各国の連盟代表者による投票を行った結果、全体の約83％の賛成を得たとして、種目変更を国際オリンピック委員会（IOC）に提案することを発表。2023年10月に行われたIOC総会にて、UIPMから出されていた変更申請が認められた。この変更は2028年に開催予定のロサンゼルスオリンピックから適用される予定。

### 主な大会
- Commando Challenge
  - 開催地はアメリカ合衆国[4]。距離は13km以上[4]。米国陸軍特殊部隊（グリーンベレー）の選抜コース（Special Forces Assessment & Selection Course）をもとにしている[4]。
- Shale Hell / Polar Bear
  - 開催地はバーモント州ベンソン（米国）[4]。距離は10km[4]。通年常設のパーマネントコースを使用し、夏季に開催される24時間レースと冬季に開催される8時間レースがある[4]。
- Iron Viking
  - 開催地はオランダ、ドイツ、ベルギー、デンマーク[4]。距離は42km[4]。バイキングをテーマにした100以上の障害物が設置されており「世界で最もタフなマラソン」と称される[4]。
- Spartan Agoge
  - 開催地はアイスランド[4]。
- World’s Toughest Mudder
  - 開催地はラスベガス湖[4]。400メートルごとに障害物を設置した全長8kmのコースで行われる24時間耐久障害物レースである[4]。
- Dirty Double
  - 開催地はイギリスのスタンフォード[4]。世界最大の軍事訓練場を2周する（400の障害物を設置しており全長64km）[4]。
- Ridiculous Race
  - 開催地はオーストラリア[4]。空気注入式の12の障害物を設置した5kmのコースで行われる[4]。
- Red Bull Neptune Steps
  - 開催地はイギリスのグラスゴー[4]。全長420mのフォース＆クライド運河で実施[4]。
- OCR European Championships
  - 開催地はデンマーク[4]。ヨーロッパ障害物レース協会主催[4]。
- OCR World Championships
  - 開催地はカナダのオンタリオ[4]。障害物レース世界選手権[4]。

### コース
JOSA公認オブスタクルスポーツ吉野川コースの障害物は以下の通り。全長100m。各エリアは2回失敗すると失格。
1. ジャイアントステップ
左右対称にに立てかけられた角度45度の足場をテンポ良く交互に渡る。SASUKEの六段跳びと同じ。
2. モンキーバー
棒にぶら下がって進むうんてい。
3. 1.5mウォール
高さ1.5mの壁を越える。
4. バランスビーム
平均台の上を渡って進む。
5. ホイール
回転するリングにぶら下がって進む。リングは4つあり、登り勾配になっている。
6. 2mウォール
高さ2mの壁を越える。
7. アイランドホップ
5つの円柱の上を渡って進む。この後、休憩地点を挟まずにリングに移る。
8. リング
7つある吊り輪にぶらさがって進む。
9. ネットクロール
ネットの下を匍匐前進で進む。
10. クリフハンガー
幅3cmの突起を掴んで進む。段差はないが、空白が1ヶ所ある。
11. ターザンスイング
ロープに掴まって対岸へと渡る。
12. フィニッシュウォール
湾曲した高さ4mの壁を上る。途中にぶら下がっているロープを利用するのも可。その上にあるボタンを押すとフィニッシュ。

## 主な設備
- 丸太や木片、ロープで組まれた足場などで谷などを伝わる、または同様の木材などを利用した工作物を用い、児童公園の滑り台のように登攀や坂道を滑降したりするもの。
- 池や沼などを限られた足場で渡るもの。
- 滑車でロープを滑るジップライン。
- すり鉢状のボウルを走って回りながら登るもの。

など